# Michael Learned

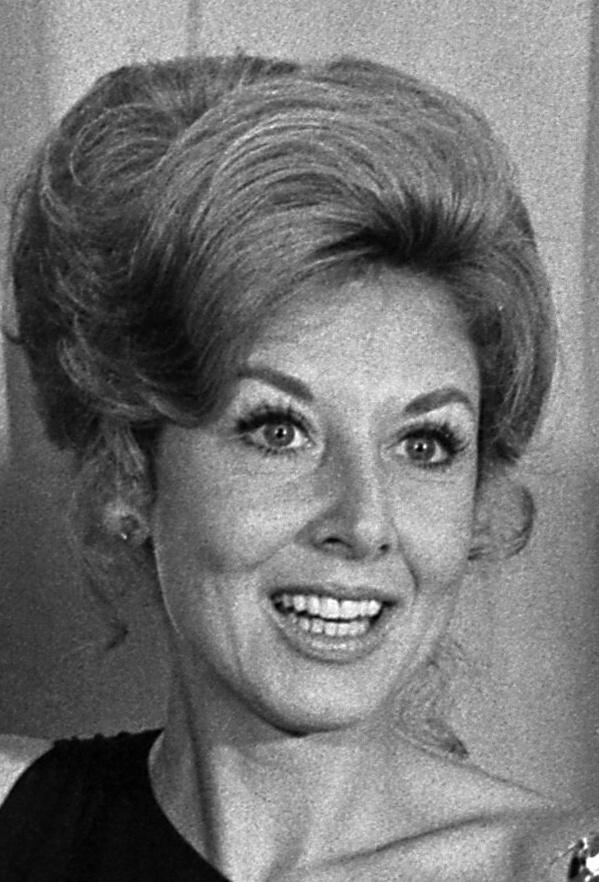
Michael Learned (1973)

Michael Learned (* 9. April 1939 in Washington, D.C.) ist eine US-amerikanische Film- und Theaterschauspielerin. Ihre bekannteste Rolle wurde die Familienmutter Olivia Walton in der Fernsehserie Die Waltons.

## Leben

### Frühes Leben und Privatleben
Michael Learned wuchs als älteste von sechs Töchtern die ersten zehn Jahre ihres Lebens auf einer Farm in Connecticut auf. 1950 zog sie mit ihrer Familie – ihr Vater arbeitete für das Außenministerium der Vereinigten Staaten – kurz nach Österreich und danach nach England. In London besuchte sie eine Privatschule und entdeckte ihre Liebe für die Schauspielerei.
Den Namen Michael erhielt sie von ihrem Vater, der einen Jungen erwartete und den Namen im Voraus ausgesucht hatte.
Als es eine Tochter wurde, entschied er, den Namen zu behalten.
Im Alter von 17 Jahren heiratete sie im September 1956 den 28-jährigen kanadisch-amerikanischen Schauspieler Peter Donat. Die beiden bekamen im Lauf ihrer 15-jährigen Ehe drei gemeinsame Söhne. Im Februar 1972 erfolgte die Scheidung. Learned war seitdem drei weitere Male verheiratet. 1974 bis 1977 war sie mit dem Bühnenarbeiter Glenn Chadwick verheiratet. Ihre dritte Ehe ging sie im Dezember 1979 mit William Parker ein. Es ist nicht bekannt, wann ihre Ehe mit Parker geschieden wurde. Gewiss jedoch ist, dass Learned seit 1991 mit dem Produzenten und Regisseur John Doherty verheiratet ist.
Michael Learned ist Patentante der US-amerikanischen Schauspielerin Amanda Plummer.

### Karriere
Learneds Karriere begann im Jahr 1962 und führte sie als Gastdarstellerin in einige heute noch bekannte Serien, darunter Rauchende Colts. Der internationale Durchbruch folgte jedoch erst 1972, als sie die Rolle der Mutter Olivia Walton in der Fernsehserie Die Waltons annahm und auf diese Weise bis 1979 in über 160 Episoden zu sehen war. Der Erfolg der Serie war auch ihr eigener. So wurde sie von 1973 bis 1976 viermal in Folge für einen Golden Globe Award nominiert; auch wurde sie im Zeitraum von 1973 bis 1978 für sechs Emmys nominiert, von denen sie drei Auszeichnungen mit nach Hause nehmen konnte. Nach dem Ende der Serie stand Learned Mitte der 1990er Jahre für einige Spielfilme über Die Waltons ebenfalls vor der Kamera.
Learneds Karriere ging jedoch auch abseits der bekannten Fernsehserie unvermindert weiter. Sie stand in zahlreichen Fernsehserien, darunter Wer ist hier der Boss? oder Ein Wink des Himmels, vor der Kamera. Einem jüngeren Publikum bekannt wurde sie durch ihre Rolle der Mrs. Wilk in der Comedyserie Scrubs – Die Anfänger – ein Part, den sie zwischen 2006 und 2009 achtmal verkörperte. Mit Ausnahme einiger Kinofilme, darunter die Filmbiographie Dragon – Die Bruce Lee Story aus dem Jahr 1993, blieb ihre Schauspielkarriere vor der Kamera meist auf das Medium Fernsehen beschränkt. 2022 war Learned in der erfolgreichen Miniserie Dahmer – Monster: Die Geschichte von Jeffrey Dahmer über den Serienmörder Jeffrey Dahmer als dessen Großmutter zu sehen.
Ihre Theaterkarriere führte Learned sowohl an den Broadway, wo sie unter anderem 1993 in The Sisters Rosensweig von Wendy Wasserstein zu sehen war, als auch an kleinere Schauspielhäuser in Kalifornien, Massachusetts und New Jersey. Zu ihrem Repertoire an Rollen zählten unter anderem die ägyptische Königin Kleopatra VII. und die britische Königin Elisabeth I.

## Filmografie (Auswahl)
- 1972–1979: Die Waltons (The Waltons, Fernsehserie, 168 Folgen)
- 1980: Wunder in San Francisco (A Christmas Without Snow)
- 1982: Hochzeit mit Hindernissen (A Wedding on Walton’s Mountain)
- 1982: Muttertag (Mother’s Day on Walton’s Mountain)
- 1982: Ein großer Tag für Elizabeth (A Day of Thanks on Walton’s Mountain)
- 1986: Power – Weg zur Macht (Power)
- 1988: Roots – Das Geschenk der Freiheit (Roots: The Gift, Fernsehfilm)
- 1989: Mord ist ihr Hobby (Fernsehserie, eine Folge)
- 1989: Wer ist hier der Boss? (Fernsehserie, zwei Folgen)
- 1990: Rauchende Colts: Der letzte Apache (Gunsmoke: The Last Apache)
- 1991: Mord in New Hampshire (Murder in New Hampshire: The Pamela Wojas Smart Story)
- 1993: Dragon – Die Bruce Lee Story (Dragon: Die Bruce Lee Story)
- 1993: Das Familientreffen der Waltons (A Walton Thanksgiving Reunion)
- 1995: Eine Walton-Hochzeit (A Walton Wedding)
- 1995: Was ist los mit Alex Mack? (Fernsehserie, eine Folge)
- 1997: Nachwuchs für John-Boy (A Walton Easter)
- 1998: Profiler (Fernsehserie, drei Folgen)
- 1998: Ein Wink des Himmels (Fernsehserie, eine Folge)
- 2000: Pensacola – Flügel aus Stahl (Fernsehserie, eine Folge)
- 2003: Law & Order: Special Victims Unit (Fernsehserie, eine Folge)
- 2005: All My Children (Fernsehserie, eine Folge)
- 2005: Liebe, Lüge, Leidenschaft (Fernsehserie, zwei Folgen)
- 2006–2009: Scrubs – Die Anfänger (Scrubs, Fernsehserie, acht Folgen)
- 2009: Cold Case – Kein Opfer ist je vergessen (Cold Case, Fernsehserie, eine Folge)
- 2010: General Hospital (Fernsehserie, 23 Folgen)
- 2011: Mr. Sunshine (Fernsehserie, eine Folge)
- 2011: Schatten der Leidenschaft (Fernsehserie, 14 Folgen)
- 2013: After Life
- 2014: Unplugged (Kurzfilm)
- 2014: The Parcel (Kurzfilm)
- 2017: Life Interrupted (Fernsehfilm)
- 2022: Dahmer – Monster: Die Geschichte von Jeffrey Dahmer (Miniserie)

## Auszeichnungen
- 1973–1976: viermal für den Golden Globe Award nominiert für Die Waltons
- 1973–1978: sechsmal für den Emmy nominiert für Die Waltons (dreimal erhalten)
- 1981–1982: zweimal für den Emmy nominiert für Nurse (1982 erhalten)